# NatWest Group
De NatWest Group, het voormalige Royal Bank of Scotland (RBS), is een bank-verzekeraar met het hoofdkantoor in Edinburgh. De bank is in 1727 bij decreet van George I van Groot-Brittannië opgericht. RBS was een van de drie banken die in 2007 ABN AMRO hebben overgenomen. Deze overname en de kredietcrisis hebben de bank diep in de verliezen gedrukt.

## Activiteiten
Naast de eigen naam voert de bank verschillende merken:
- NatWest
- Royal Bank of Scotland
- Drummonds
- Coutts
- Lombard
- Ulster Bank (Ierland)
- Child & Co (UK)
- Isle of Man Bank (UK)

### Resultaten
De kredietcrisis en de overname van ABN AMRO hebben geleid tot forse verliezen. Van 2008 tot en met 2016 heeft de bank geen winsten gerapporteerd. De bank is met staatssteun blijven bestaan en de overheid heeft bijna alle aandelen in handen. Het beleid is al jarenlang gericht op een reductie van de activiteiten en risico’s hetgeen duidelijk blijkt uit de meer dan halvering van het balanstotaal sinds de piek in 2008. De daling van het balanstotaal is een gevolg van een doelbewust inkrimpen van de activiteiten en de verkoop van bedrijfsonderdelen. In 2017 realiseerde de bank winst voor het eerste sinds bijna tien jaar. Het verlies in 2020 was vooral het gevolg van een hoge voorziening voor mogelijke verliezen op uitstaande leningen.
| Jaar | Balanstotaal   | Nettoresultaat   | Werknemers |
| ---- | -------------- | ---------------- | ---------- |
| 2007 | £ 1841 miljard | £ 6823 miljoen   | n.b.       |
| 2008 | £ 2402 miljard | £ −24051 miljoen | n.b.       |
| 2009 | £ 1523 miljard | £ −3607 miljoen  | n.b.       |
| 2010 | £ 1453 miljard | £ −902 miljoen   | n.b.       |
| 2011 | £ 1507 miljard | £ −1997 miljoen  | n.b.       |
| 2012 | £ 1312 miljard | £ −5971 miljoen  | n.b.       |
| 2013 | £ 1028 miljard | £ −8995 miljoen  | 118.600    |
| 2014 | £ 1051 miljard | £ −3470 miljoen  | 108.700    |
| 2015 | £ 815 miljard  | £ −1979 miljoen  | 87.800     |
| 2016 | £ 799 miljard  | £ −6955 miljoen  | 77.000     |
| 2017 | £ 738 miljard  | £ 752 miljoen    | 69.700     |
| 2018 | £ 694 miljard  | £ 1622 miljoen   | 65.400     |
| 2019 | £ 723 miljard  | £ 3133 miljoen   | 64.400     |
| 2020 | £ 799 miljard  | £ −753 miljoen   | 61.400     |
| 2021 | £ 782 miljard  | £ 2950 miljoen   | 56.200     |
| 2022 | £ 720 miljard  | £ 3340 miljoen   | 61.500     |
| 2023 | £ 693 miljard  | £ 4394 miljoen   | 61.200     |
| 2024 | £ 708 miljard  | £ 4519 miljoen   | 59.200     |

## Geschiedenis
De bank is in 1727 opgericht bij decreet van George I van Groot-Brittannië. Door in het hele land banken te openen kreeg het een goed netwerk van kantoren in Schotland.
In de tweede helft van de 19e eeuw groeide Londen uit tot een financieel centrum van de wereld. Schotse banken trokken naar het zuiden om hiervan te profiteren. RBS opende hier in 1874 zijn eerste vestiging. Engelse banken waren tegen de komst van extra concurrenten en vroegen de regering maatregelen te nemen. Er werd een akkoord bereikt, Engelse banken zouden geen filialen in Schotland openen en Schotse banken geen filialen in Engeland buiten Londen. Deze overeenkomst bleef van kracht tot de jaren zestig, maar overnames bleven desondanks wel mogelijk.
RBS kocht in 1924 de Londense Drummonds Bank gevolgd door Williams Deacon's Bank, actief in het noordwesten van Engeland, in 1930. In 1939 werd Glyn, Mills & Co. ingelijfd en deze laatste twee banken werden in 1970 samengevoegd om Williams & Glyn's Bank. In 1988 volgde de eerste grote overname in de Verenigde Staten, Citizens Bank werd onderdeel van RBS. In 2000 nam het National Westminster Bank (Natwest) over en kreeg daarmee ook de dochterbedrijven Ulster Bank, Isle of Man Bank, Lombard North Central en Coutts & Co in handen. De Bank of Scotland had ook zijn zinnen op Natwest gezet, maar verloor de overnamestrijd aan RBS die op het laatste moment zijn bod had verhoogd naar bijna 25 miljard pond. Natwest was op dat moment veel groter dan RBS. Natwest had een balanstotaal van £ 186 miljard, telde 64.400 medewerkers en 1730 kantoren terwijl RBS bleef steken op £ 75 miljard, 22.000 medewerkers en 650 filialen.

### Overname van delen ABN AMRO
Omstreeks 2007 was de Royal Bank of Scotland gemeten naar marktkapitalisatie de vijfde bank ter wereld, en de tweede van Europa na HSBC. Volgens Forbes was de onderneming de veertiende in grootte ter wereld. Er werkten wereldwijd 137.000 mensen.
In april 2007 liet de bank weten interesse te hebben in een overname van ABN AMRO. In oktober van dat jaar overtrof het vijandige bod van 72 miljard euro door het bankentrio dat van de Britse Barclays Bank. Dit leidde tot de opsplitsing van ABN AMRO Bank tussen de Royal Bank of Scotland, het Belgisch-Nederlandse Fortis en het Spaanse Banco Santander waarbij RBS de internationale zakenbank en een groot deel van het investment management in handen kreeg. Kort daarna ging Fortis ten onder en had RBS 45 miljard pond aan staatssteun nodig.
Na de overname van delen van ABN Amro in 2007 telde RBS 2500 werknemers in Nederland. In maart 2015 kwamen er geruchten dat RBS Nederland gaat verlaten. Bij de Nederlandse afdeling zouden minimaal 600 van de circa 650 banen worden geschrapt in de komende 18 tot 26 maanden. Een klein deel van het personeel, dat zich bezighoudt met risicomanagement, valutahandel en relaties met klanten onderhoudt, blijft wel actief in Nederland. Tijdens de presentatie van de jaarcijfers over 2014 kondigde RBS al aan de activiteiten in Europa flink te verminderen.

### Kredietcrisis brengt bank in grote problemen
Over 2008 boekte de bank een verlies van 31 miljard euro, een record in de Britse geschiedenis. Ongeveer de helft hiervan werd veroorzaakt door de overname van de zakenpoot van ABN AMRO, die grote verliezen leed door de Amerikaanse kredietcrisis. Ook moesten er miljarden euro's op slechte leningen worden afgeschreven. Naar alle waarschijnlijkheid gaat het om het grootste verlies dat een bedrijf in het Verenigd Koninkrijk ooit heeft geleden. Voormalig topman Fred Goodwin verloor op 31 januari 2012 bij Koninklijk Besluit alsnog zijn titel "sir". De bank kwam aanvankelijk voor 58% in staatshanden.
Om uit de financiële problemen te komen, moest RBS voor meer dan 11 miljard euro aan nieuwe aandelen uitgeven. De Britse overheid kocht de helft hiervan op, waardoor haar belang boven de 70% uit kwam. In 2013 werd bekend dat de problemen bij de bank nog steeds groter werden. De bank zou uiteindelijk moeten worden gesplitst in een goede en een slechte bank. Vertrekkend topman Stephen Hester noemde de splitsing in juni 2013 een slecht idee. De verwachting is dat de bank tot 2018 in handen van de Staat zal blijven. Er was onrust over het uitbetalen van bonussen bij dit verlies en bij het voornemen 30.000 van de 120.000 medewerkers te ontslaan.
In september 2014 kreeg de Amerikaanse dochter Citizens Financial Group (CFG) een notering aan de New York Stock Exchange. Bij de introductie werd bijna 30% van alle aandelen geplaatst tegen een introductiekoers van US$ 21,50 per stuk. De totale beurswaarde van Citizens kwam daarmee op ruim US$ 10 miljard. Per eind juni 2014 had CFG ruim 1200 vestigingen in 11 Amerikaanse staten en telt circa 5 miljoen klanten. RBS had per 30 oktober 2015 alle aandelen Citizens verkocht.
In juni 2015 maakte de Britse regering bekend het belang in de RBS te gaan verkopen. De Britse Staat had toen nog 79% van de aandelen in handen dat tegen de huidige beurskoers van 355 pence zo’n £ 32 miljard waard is. De Staat betaalde £ 45 miljard om RBS te redden tijdens de kredietcrisis. Per jaareinde 2016 had de Staat nog 71,3% van de aandelen in handen. Op 5 juni 2018 verkocht de Staat nog eens 925 miljoen aandelen waarmee het aandelenbelang op 62,4% uitkwam. Op 18 februari 2022 kwam het belang van de Staat in NWG voor het eerst sinds 2008 weer onder de 50% uit. 

### Verder als NatWest
In februari 2020 werd de naamswijziging aangekondigd en vanaf 22 juli 2022 gaat de bank verder onder de nieuwe naam NatWest Group plc. Bankfilialen blijven wel de naam van Royal Bank of Scotland gebruiken.
In februari 2021 besloot Natwest alle activiteiten van Ulster Bank in Ierland af te stoten. Het besluit was mede ingeven om de kosten te verlagen en de bankorganisatie te versimpelen. Ulster Bank is al 160 jaar actief in Ierland, was toen de derde bank in het land met uitstaande leningen van € 20 miljard en 2800 medewerkers. Dit besluit geldt niet voor Noord-Ierland.
In mei 2024 heeft de Britse regering weer een pakket aandelen verkocht, het belang in NatWest is hiermee gedaald naar 22,5%.
Medio 2024 maakte NatWest bekend de activiteiten te staken in Polen. Hier zijn zo'n 1600 medewerkers actief met het opsporen van financiële criminaliteit voor de bank. Het personeel wordt ontslagen maar zo'n 800 banen komen hiervoor in de plaats in het Verenigd Koninkrijk in India.
Op 30 mei 2025 kwam naar buiten dat de Britse regering haar laatste aandelen Natwest had verkocht. Uiteindelijk bleef na de reddingsoperatie ter waarde van € 58 miljard uiteindelijk een verlies achter van € 12 miljard.

## Rechtszaken

### Wisselkoersmanipulatie
De bank moest in november 2014 samen met vier andere banken een boete betalen van US$ 634 miljoen aan de gezamenlijke toezichthouders in 3 landen, (totaal voor de 5 banken US$ 2,6 miljard), wegens wisselkoersmanipulatie.

### Rommelhypotheken
Medio 2017 heeft RBS een schikking getroffen met de Amerikaanse Federal Housing Finance Agency (FHFA). Voor een bedrag van US$ 5,5 miljard kocht de Britse staatsbank verdere vervolging af met betrekking tot rommelhypotheken. In augustus 2018 schikte de bank een langlopende kwestie over de verkoop van rommelhypotheken in de Verenigde Staten voor US$ 4,9 miljard. Deze overeenkomst is conform de voorlopige aankondiging van beide partijen uit mei 2018.

## Trivia
- Bank of Scotland is geen onderdeel van de Royal Bank of Scotland.
- De Royal Bank of Scotland mag biljetten van 1 pond uitgeven. Deze biljetten worden in Engeland niet algemeen geaccepteerd.
- De BBC maakte een documentaire over RBS en de opkomst en bijna-ondergang van de bank.[28]

Barclays · HSBC · Lloyds Banking Group · Royal Bank of Scotland
Aberdeen Asset Management · Admiral Group · Aggreko · AMEC · Anglo American · Antofagasta · ARM Holdings · Associated British Foods · AstraZeneca · Aviva · Babcock International · BAE Systems · Barclays · BG Group · BHP Billiton · BP · British American Tobacco · British Land Company · Sky · BT Group · Bunzl · Burberry · Capita Group · Carnival · Centrica · Compass Group · CRH · Croda International · Diageo · easyJet · Eurasian Natural Resources Corporation · Experian · Fresnillo · G4S · GKN · GlaxoSmithKline · Glencore · Hammerson · Hargreaves Lansdown · HSBC · IMI · Imperial Brands · International Airlines Group · InterContinental Hotels Group · Intertek Group · ITV · Johnson Matthey · Kingfisher · Land Securities Group · Legal & General · Lloyds Banking Group · London Stock Exchange Group · Marks & Spencer · Meggitt · Melrose · Wm Morrison Supermarkets · National Grid · Next · Old Mutual · Pearson · Persimmon · Petrofac · Prudential · Randgold Resources · Reckitt Benckiser · RELX · Resolution · Rexam · Rio Tinto Group · Rolls-Royce Group · Royal Bank of Scotland Group · RSA Insurance Group · SABMiller · Sage Group · J Sainsbury · Schroders · Scottish and Southern Energy · Serco Group · Severn Trent · Shell · Shire · Smith & Nephew · Smiths Group · Standard Chartered · Standard Life · Tate & Lyle · Tesco · Travis Perkins · TUI Travel · Tullow Oil · Unilever · United Utilities · Vedanta Resources · Vodafone · Weir Group · Whitbread · William Hill · Wolseley · Wood Group · WPP Group